# Euphumosia
Euphumosia este un gen de muște din familia Calliphoridae.

## Specii[1]
- Euphumosia abbreviata
- Euphumosia albula
- Euphumosia annulata
- Euphumosia bivittata
- Euphumosia crosskeyi
- Euphumosia discolor
- Euphumosia elegans
- Euphumosia elegantina
- Euphumosia eristaloides
- Euphumosia evittata
- Euphumosia femorata
- Euphumosia flavida
- Euphumosia illucens
- Euphumosia intermedia
- Euphumosia lieftincki
- Euphumosia lopesi
- Euphumosia maai
- Euphumosia metallea
- Euphumosia microtesselata
- Euphumosia nigrifacies
- Euphumosia nitens
- Euphumosia obscura
- Euphumosia papouana
- Euphumosia papua
- Euphumosia paramonovi
- Euphumosia phantasma
- Euphumosia reversa
- Euphumosia robertsi
- Euphumosia setigera
- Euphumosia similis
- Euphumosia spiraculata
- Euphumosia subalba
- Euphumosia tesselata
- Euphumosia variegata